# Vodonik selenid
Vodonik selenid je neorgansko jedinjenje sa formulom . On je najjednostavniji i virtualno jedini hidrid selena.  je bezbojan, zapaljiv gas pod standardnim uslovima. On je najtoksičnije jedinjenje selena sa limitom ekspoziture od: 0.05 ppm u toku perioda od 8 časova. Ovo jedinjenje ima iritirajući miris.

## Struktura i osobine
ima povijenu strukturu sa H-Se-H uglom veze od 91°. Konzistentno sa tom strukturom, postoje tri  vibraciona banda: 2358, 2345, i 1034 −1.
 i  imaju slične osobine, mada je selenid kiseliji sa  = 3.89, i drugim  = 11.0 na 25 °. Direktna posledica  kiselosti je njegova rastvorljivost u vodi.

## Priprema
Vodonik selenid se industrijski priprema tretiranjem elementarnog selena na  sa vodonikom. Više načina dobijanja  je objavljeno. Oni su podesni za pripremu na velikoj i maloj skali. U laboratoriji,  se obično priprema dejstvom vode na , uporedo sa formiranjem alumine. Srodna reakcija je kiselinska hidroliza FeSe.
 se može dobiti putem različitih metoda za in situ generisanje u vodenim rastvorima koristeći bor hidrid, Maršov test i Devardovu leguru.

## Spoljašnje veze
- Osobine vodonik selenida